# 大阪市屋外広告物条例事件
大阪市屋外広告物条例事件（おおさかしおくがいこうこくぶつじょうれいじけん）は美観風致の維持と公衆に対する危害防止のために電柱等へのビラ貼りに刑事罰を規定した屋外広告物条例が表現の自由を規定した日本国憲法第21条に違反するかが問われた事件。

## 概要
1964年に大日本菊水会メンバー4人は大阪市内で心斎橋などの繁華街のアーケードの電柱などに「四十五年の危機迫る!! 国民よ決起せよ!!」等と印刷したビラ合計26枚をのりではりつけた。この行為が法定の除外事由がないのに、大阪市屋外広告物条例に違反したとして起訴された。
1965年6月に大阪簡易裁判所は被告人らに1万円から5000円までの罰金刑を言い渡した。被告人らは控訴するも、1966年2月12日に大阪高等裁判所は控訴を棄却した。被告人らは「条例により営利と関係のない純粋な思想、政治、社会運動として行うビラ貼りまで禁止するのは表現の自由を規定した日本国憲法第21条に違反する」として上告した。
1968年12月18日に最高裁判所は「屋外広告物条例は都市の美観、風致の維持、公衆に対する危害を防止するため必要な規制をしている。だがビラの内容が営利と関係ない物でも、都市の美観、風致を害するものとして規制されている。国民の文化的生活の向上を掲げた憲法のもとでは都市の美観、風致を維持することは公共の福祉を保つことになるので、この程度の規制は合理的な制限である」として屋外広告物条例は日本国憲法第21条に違反しないとして上告を棄却し、有罪判決が確定した。屋外広告物条例が日本国憲法第21条に規定された表現の自由に違反するかどうかについて、最高裁が判断を示した最初の判例である。